# Kaufmann (HGB)
Kaufmann im Sinne des Handelsgesetzbuches (HGB) ist nach § 1 Abs. 1 HGB, wer ein Handelsgewerbe betreibt.

## Allgemeines
Der Begriff Kaufmann ist hierbei ein reiner bestimmter Rechtsbegriff. „Das HGB betrifft also nicht den Kaufmann im wirtschaftlichen Sinne, sondern den Kaufmann im Rechtssinne. Es werden sechs Kaufmannsarten unterschieden: Istkaufmann nach § 1 HGB, Kannkaufmann nach § 2 HGB, Kannkaufmann nach § 3 HGB, Fiktivkaufmann nach § 5 HGB, Scheinkaufmann und Formkaufmann nach § 6 HGB.“
„Das Handelsrecht ist das Sonderprivatrecht der Kaufleute.“ Es ist vorwiegend im HGB normiert. Kaufleute wie Nichtkaufleute sind auch den Bestimmungen des Bürgerlichen Gesetzbuchs (BGB) unterworfen. Nach Art. 2 Abs. 1 des Einführungsgesetzes zum Handelsgesetzbuch (EGHGB) kommen in Handelssachen die Vorschriften des BGB nur insoweit zur Anwendung, als nicht im HGB oder EGHGB ein anderes bestimmt ist. Die Vorschriften des BGB gelten deshalb nur subsidiär. Nur wenige Vorschriften des HGB sind auch auf Nichtkaufleute anwendbar.
Durch das Handelsrechtsreformgesetz (HRefG) vom 22. Juni 1998, das ein Gesetz zur Neuregelung des Kaufmanns- und Firmenrechts und zur Änderung anderer handels- und gesellschaftlicher Vorschriften darstellt, wurde der Kaufmannsbegriff modernisiert, das Firmenrecht liberalisiert und vereinfacht sowie das Handelsregisterverfahren effektiviert. Durch die Änderung des Kaufmanns- und Firmenrechts sind die Begriffe Musskaufmann, Sollkaufmann und Minderkaufmann nicht mehr von Bedeutung. Die Bezeichnung Istkaufmann ersetzt heute die bisherige Definition des Musskaufmanns, und der Begriff Kannkaufmann hat eine Bedeutungsänderung erfahren. Die Regelungen zu Scheinkaufleuten, Formkaufleuten sowie Handelsgesellschaften blieben unberührt.

## Einteilung der Kaufleute
„Das HGB kennt keinen einheitlichen Typus des Kaufmanns.“ Deswegen lassen sich sechs Kaufmannsarten unterscheiden:

### Istkaufmann
Kaufmann ist nach § 1 Abs. 1 HGB, wer ein Handelsgewerbe betreibt. Handelsgewerbe ist nach § 1 Abs. 2 HGB jeder Gewerbebetrieb, es sei denn, dass das Unternehmen nach Art oder Umfang einen in kaufmännischer Weise eingerichteten Geschäftsbetrieb nicht erfordert.
Der Unternehmer eines solchen Betriebs gilt automatisch und unmittelbar als Kaufmann. Der Istkaufmann ist nach § 29 HGB verpflichtet, die Firma zur Eintragung ins Handelsregister (HR) anzumelden. Jedoch ist zur Entstehung der Kaufmannseigenschaft die Eintragung ins Handelsregister nicht notwendig, da sie nur eine deklaratorische und keine konstitutive Bedeutung hat.
Ob die Betriebsgröße/Unternehmensgröße einen kaufmännisch eingerichteten Geschäftsbetrieb erfordert, hängt von verschiedenen Kriterien ab, die allerdings nicht starr festgelegt sind. Darunter fallen etwa Art und Umfang des Gewerbes und die Gesamtbetrachtung dieser Kriterien. Unter die Art eines Gewerbes fällt die Geschäftsstruktur. Darunter fallen die qualitativen Kriterien, wie z. B. Natur und Vielfalt der gewöhnlich vorkommenden Geschäfte, Vielfalt der Erzeugnisse und Leistungen, Art des Kundenkreises, Lagerhaltung, Teilnahme an Wechsel- und Scheckverkehr. Unter Umfang des Geschäftsbetriebs versteht man die Größenordnung des Gewerbes. Dazu werden die quantitativen Kriterien gezählt, wie z. B. Betriebskapital, Umsatzvolumen, Zahl der Beschäftigten, Anzahl der Betriebsstätten und deren Größe. Aufgrund der nicht klaren Begriffsbestimmung der Kriterien formuliert § 1 HGB das Erfordernis negativ, sodass für den Unternehmer, der ein Gewerbe betreibt und nicht im Handelsregister eingetragen ist, eine Beweislastumkehr besteht, er also ggf. darlegen muss, dass er kein Kaufmann ist. Damit gibt es eine gesetzliche Vermutung für die Kaufmannseigenschaft.

### Kannkaufmann nach § 2 HGB
Kleingewerbetreibende sind im handelsrechtlichen Sinne keine Kaufleute und unterliegen demnach grundsätzlich nicht den Regelungen des HGB. Aber sie können zum Kaufmann werden, was bedeutet, dass das HGB auf sie Anwendung findet. Nach § 2 S. 1 HGB wird dem Kleingewerbetreibenden die Möglichkeit eingeräumt, seine Firma ins Handelsregister eintragen zu lassen. Hierzu besteht keine Pflicht, sondern ein Wahlrecht, die Kaufmannseigenschaft durch die Eintragung herbeizuführen. Die Eintragung hat hier für die Kaufmannseigenschaft also eine konstitutive Wirkung. Nach der Eintragung nennt man den Kleingewerbetreibenden dann Kannkaufmann. Der Kannkaufmann ist nach § 2 HGB als vollwertiger Kaufmann anzusehen.

### Kannkaufmann nach § 3 HGB
Wer ein land- oder forstwirtschaftliches Unternehmen betreibt und dafür einen in kaufmännischer Art und Weise eingerichteten Geschäftsbetrieb benötigt, kann sich ebenfalls freiwillig ins Handelsregister eintragen lassen. Die Eintragung hat hier konstitutive Wirkung, sodass damit die Kaufmannseigenschaft begründet wird. Nach § 3 HGB sind somit auch Unternehmen der Land- und Forstwirtschaft Kannkaufleute.

### Fiktivkaufmann
Der Fiktivkaufmann, oder auch Kaufmann kraft Eintragung ins Handelsregister oder kraft Handelsregisterlage genannt, ist in § 5 HGB normiert. Danach wird ein Gewerbetreibender, der mit seiner Firma ins Handelsregister eingetragen ist, als Kaufmann behandelt, auch wenn er kein Handelsgewerbe betreibt. Dies geschieht unabhängig davon, ob der Gewerbetreibende unter seiner Firma ein Handelsgewerbe betreibt und ob er zur Eintragung ins Handelsregister verpflichtet oder berechtigt war.
Es entsteht durch die Eintragung ins Handelsregister eine Fiktion der Kaufmannseigenschaft. Daher kommt auch die Bezeichnung „Fiktivkaufmann“. Es besteht im Rechtsverkehr ein Schutzbedürfnis, da Kaufleute aus Kostengründen an einer schnellen Geschäftsabwicklung interessiert sind und deshalb eine Nachprüfung der Kaufmannseigenschaft des Geschäftspartners vermieden werden soll. Deshalb ist es aus Gründen der Rechtssicherheit und des Vertrauensschutzes erforderlich, dass auch solche Rechtssubjekte wie Kaufleute behandelt werden, die es eigentlich gar nicht sind.

### Scheinkaufmann
Scheinkaufmann ist, wer durch sein Verhalten den Anschein erweckt oder unterhält, Kaufmann zu sein. Gegenüber einem gutgläubigen Dritten, der sein Verhalten von diesem Anschein bestimmen ließ, muss er sich als Kaufmann behandeln lassen und somit auch die entsprechenden Nachteile in Kauf nehmen.
Ein Scheinkaufmann haftet gegenüber gutgläubigen Dritten wie ein solcher. Hinsichtlich der Haftung, nicht aber der Rechnungslegung, muss er sich wie ein Kaufmann behandeln lassen.
Der Scheinkaufmann ist gesetzlich nicht geregelt, beruht aber auf der sich aus den Geboten von Treu und Glauben (§ 242 BGB) ergebenden Lehre vom Rechtsschein. Durch die analoge Anwendung des § 5 HGB i. V. m. § 242 BGB wird der Scheinkaufmann als Kaufmann angesehen und unterliegt den Vorschriften des HGB.

### Formkaufmann
Manche Privatrechtssubjekte sind schon aufgrund ihrer Rechtsform als Kaufleute einzuordnen und werden als Formkaufleute bezeichnet. Laut § 6 Abs. 1 HGB können die für Kaufleute geltenden Vorschriften auch für Handelsgesellschaften herangezogen werden. Daraus folgt, dass die Handelsgesellschaften und bestimmte juristische Personen als Kaufleute zu behandeln sind.
Die Offene Handelsgesellschaft (OHG) und die Kommanditgesellschaft (KG) werden zu den Handelsgesellschaften gezählt. Diese Personengesellschaften sind im HGB selbst normiert. Grundsätzlich muss bei Personengesellschaften geprüft werden, ob ein Handelsgewerbe nach § 1 HGB betrieben wird. Liegt dies oder eine Eintragung der OHG bzw. KG im Handelsregister vor, werden sie als Handelsgesellschaft angesehen.
Außerdem gehören zu den Formkaufleuten kraft Rechtsnorm die Aktiengesellschaft (AG) (§ 3 AktG), die Europäische Aktiengesellschaft SE (Art. 3 SE-VO), die Gesellschaft mit beschränkter Haftung (GmbH) (§ 13 GmbHG), die Kommanditgesellschaft auf Aktien (KGaA) (§ 278 AktG), die eingetragene Genossenschaft (eG) (§ 17 GenG), die Europäische Genossenschaft (SCE) (Art. 1 SCE-VO) und die Europäische wirtschaftliche Interessenvereinigung nach deutschem Recht (EWIV) (§ 1 EWIVG). Dies bedeutet, dass diese Gesellschaften unabhängig von der Art und dem Umfang ihrer Tätigkeit, sondern nur aufgrund ihrer Rechtsform, zu den Kaufleuten gezählt werden. Die Eintragung der Gesellschaft im Handels- bzw. Genossenschaftsregister, welche eine konstitutive Bedeutung hat, wird allerdings vorausgesetzt, da durch diese die Gesellschaft überhaupt erst als juristische Person zu Stande kommt.
Des Weiteren ist in § 6 Abs. 2 HGB bestimmt, dass der „Verein“ Kaufmann kraft Gesetzes ist und den Eigenschaften eines Kaufmanns unterliegt und somit nur aufgrund seiner Rechtsform als Formkaufmann gezählt wird. Dies gilt auch, wenn er die in § 1 Abs. 2 HGB genannten Voraussetzungen nicht erfüllt.
Die folgende Tabelle gibt eine Übersicht über die Kaufmannsarten:
| Istkaufmann | Kannkaufmann | Kannkaufmann | Formkaufmann | Fiktivkaufmann und Scheinkaufmann |
| --- | --- | --- | --- | --- |
| § 1 | § 2 | § 3 | § 6 | § 5 |
| Voraussetzungen: 1. Gewerbe 2. Handelsgewerbe 3. Betreiben = selbst, nicht: Angestellte »Istkaufmann«, da er kraft Gesetzes Kfm. ist Verpflichtung zur Eintragung ins HReg. = § 29 Eintragung hat deklaratorische (= rechtserklärende) Wirkung | Voraussetzungen: 1. Gewerbebetrieb 2. Kein Handelsgewerbe nach § 1 II 3. Eintragung ins HReg.: Gewerbe gilt dann als Handelsgewerbe Berechtigung, aber keine Verpflichtung zur Eintragung ins HReg. gem. § 2, S. 2. Eintragung hat konstitutive (= rechtsbegründende) Wirkung | Betrieb der Land- und Forstwirtschaft → keine Anwendung von § 1 II Berechtigung, aber keine Verpflichtung zur Eintragung ins HReg. Eintragung hat konstitutive Wirkung | Kaufleute kraft Gesetzes aufgrund der Rechtsform Verpflichtung zur Eintragung Eintragung hat konstitutive Wirkung bezüglich der Entstehung der Gesellschaft | Fiktivkaufmann § 5 Unternehmer, dessen Firma ins HReg. eingetragen ist, gilt als Kfm. i. S. d. HGB Eintragung hat konstitutive Wirkung |
| Voraussetzungen: 1. Gewerbe 2. Handelsgewerbe 3. Betreiben = selbst, nicht: Angestellte »Istkaufmann«, da er kraft Gesetzes Kfm. ist Verpflichtung zur Eintragung ins HReg. = § 29 Eintragung hat deklaratorische (= rechtserklärende) Wirkung | Voraussetzungen: 1. Gewerbebetrieb 2. Kein Handelsgewerbe nach § 1 II 3. Eintragung ins HReg.: Gewerbe gilt dann als Handelsgewerbe Berechtigung, aber keine Verpflichtung zur Eintragung ins HReg. gem. § 2, S. 2. Eintragung hat konstitutive (= rechtsbegründende) Wirkung | Betrieb der Land- und Forstwirtschaft → keine Anwendung von § 1 II Berechtigung, aber keine Verpflichtung zur Eintragung ins HReg. Eintragung hat konstitutive Wirkung | Kaufleute kraft Gesetzes aufgrund der Rechtsform Verpflichtung zur Eintragung Eintragung hat konstitutive Wirkung bezüglich der Entstehung der Gesellschaft | Scheinkaufmann Ohne Eintragung ins HReg. Auftreten als Kfm., ohne Kfm. zu sein                                                         |

## Bedeutung der Kaufmannseigenschaft
Liegt bei einem an dem Rechtsverhältnis beteiligten Personen eine Kaufmannseigenschaft vor, so finden die handelsrechtlichen Normen Anwendung. Dadurch wird der Zugang zum Handelsrecht gewährt. Somit erlangt der Kaufmannsbegriff für das gesamte Handelsrecht eine zentrale Bedeutung. Daher gilt auch der Grundsatz: Ohne Kaufmann kein Handelsrecht. Teilweise setzen die handelsrechtlichen Normen allerdings für ihre Anwendbarkeit voraus, dass alle Beteiligten Kaufleute sind.
Es werden vier Grundpflichten unterschieden, welche trotzdem bestehen, auch wenn der Kaufmann in privatrechtliche Beziehungen zu einem anderen Rechtssubjekt tritt. Die erste kaufmännische Grundpflicht ist die Registerpflicht. Das HGB fordert vielfach die Anmeldung bestimmter Tatsachen zum Register oder die Einreichung bestimmter Schriftstücke. Eine weitere Grundpflicht stellt die Firmenführung dar, welche im Firmenordnungsrecht des HGB und der einschlägigen Sondergesetze normiert ist. Aus diesen resultieren die Anforderungen für die inhaltliche Gestaltung der Firma. Die Geschäftsbriefpublizität stellt die nächste Grundpflicht dar, welche Mindestangaben auf den Geschäftsbriefen fordert, um Aufschluss über die rechtlichen Verhältnisse des Kaufmanns zu geben. Dies gilt auch für den elektronischen Geschäftsverkehr. Die letzte Grundpflicht ist die Grundpflicht zur Rechnungslegung, welche besagt, dass der Kaufmann der Buchführungspflicht nach § 238 HGB unterliegt. Jedoch sind Einzelkaufleute nach § 241a HGB ausgenommen, wenn sie an den Abschlussstichtagen von zwei aufeinander folgenden Geschäftsjahren nicht mehr als 600.000 Euro Umsatzerlöse und 60.000 Euro Jahresüberschuss aufweisen. Die Grundpflicht der Rechnungslegung dient zur Dokumentation und zum Gläubigerschutz durch die Selbstkontrolle des Kaufmanns.
Weiterhin regelt das vierte Buch des HGB mit der Überschrift „Handelsgeschäfte“, welches die §§ 343 bis 475h HGB umfasst, die einzelnen von einem Kaufmann vorgenommenen Rechtsgeschäfte. Eine große Bedeutung aufgrund des Ordnungsfaktors für den Handels- und Wirtschaftsverkehr erfährt der Handelsbrauch, welcher grundsätzlich nur für Kaufleute gilt. „Nach § 346 HGB ist unter Kaufleuten auf die im Handelsverkehr geltenden Gewohnheiten und Gebräuche Rücksicht zu nehmen.“ Handelsbräuche stellen somit kaufmännische Verkehrssitten dar und unterscheiden sich vom Gewohnheitsrecht.

## Verlust der Kaufmannseigenschaft
Die Kaufmannseigenschaft erlischt bei Istkaufleuten mit Aufgabe des Gewerbebetriebs und nicht durch Löschung im Handelsregister. Sofern der Betrieb weitergeführt wird, stellen der Eintritt der Geschäftsunfähigkeit und die Eröffnung eines Insolvenzverfahrens keine Beendigungsgründe dar.
Ein Kannkaufmann hingegen verliert die Kaufmannseigenschaft mit Löschung aus dem Handelsregister, auch wenn diese zu Unrecht erfolgt ist.